# Baños del Carmen
La Playa-Balneario Nuestra Señora del Carmen, más conocida como los Baños del Carmen es un enclave del litoral del distrito Este de la ciudad de Málaga, España. Antiguo balneario conformado por un pabellón central y zona de baño perimetral, consta en la actualidad de una zona de playa, un bar con terraza, una amplia zona verde y dos pistas de tenis en funcionamiento. Fue construido sobre los restos del Monte San Telmo en los años 1920 como espacio de ocio para las clases altas de la época. Los Baños del Carmen es uno de los símbolos de la ciudad de Málaga. 
Asimismo, se denomina Baños del Carmen al barrio situado en torno a dicho balneario, que se extiende al otro lado de la N-340, entre la avenida Pintor Joaquín Sorolla y el mar.

## Historia

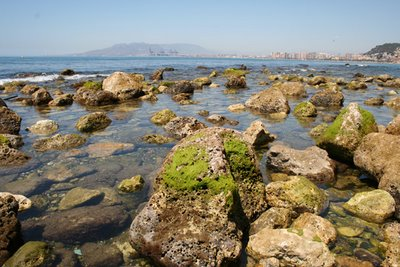
Roquedal de la playa central.

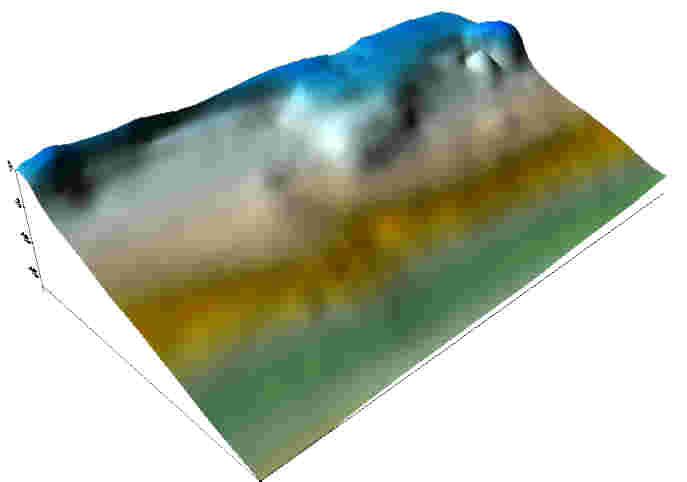
Batimetría. Fuente: Proyecto de regeneración de la Dirección General de Costas. Elaboración gráfico 3D con Surfer por C+<

El tirón industrial y comercial de la Málaga del siglo XIX produjo el desarrollo de grandes obras de infraestructuras como el ferrocarril, los caminos con el interior y la ampliación del puerto, realizada con piedras procedentes de la cantera de San Telmo, donde existía un pequeño puerto conocido como Puerto de la Cantera en el lugar donde hoy se asientan los Baños del Carmen, según aparece en los planos de De la Cerda de 1894 y 1898.
Durante el siglo XIX la clase burguesa adoptó el gusto romántico para los proyectos urbanísticos de la ciudad, como la Alameda Principal, el Parque y jardines privados como los de La Concepción y El Retiro, antecedentes estilísticos de los Baños del Carmen. Asimismo, se pusieron de moda las actividades culturales y de ocio como los baños públicos, apareciendo los baños de Diana y de Apolo.
El balneario de los Baños del Carmen fue inaugurado el 16 de julio de 1918, tras su construcción sobre unos antiguos baños públicos. Por aquellos años, los baños eran cerrados y hombres y mujeres debían bañarse separados por unas esteras que impedían la visión. En los Baños del Carmen se rompió por primera vez esa costumbre.
En 1920 se construyó un embarcadero y una pantalla para proyectar películas. Su ampliación continuó con la construcción de un restaurante, una puerta de entrada -hoy desaparecida- y una pista de tenis, donde se celebró el primer torneo de tenis de Málaga. En 1922 se dotó con el primer campo de fútbol de Málaga, que existió hasta 1941. Contaba además con una pista de baile de más de 2000 m², en la que se ofrecían conciertos y espectáculos de ballet clásico y se organizaban verbenas, que hicieron famosas las noches de verano en los baños.
Actualmente está pendiente de un plan de rehabilitación por parte del Ministerio de Medio Ambiente, Medio Rural y Marino. Mientras tanto, la playa situada al este del balneario, es lugar de encuentro de hippies y otros movimientos alternativos.

## Rehabilitación

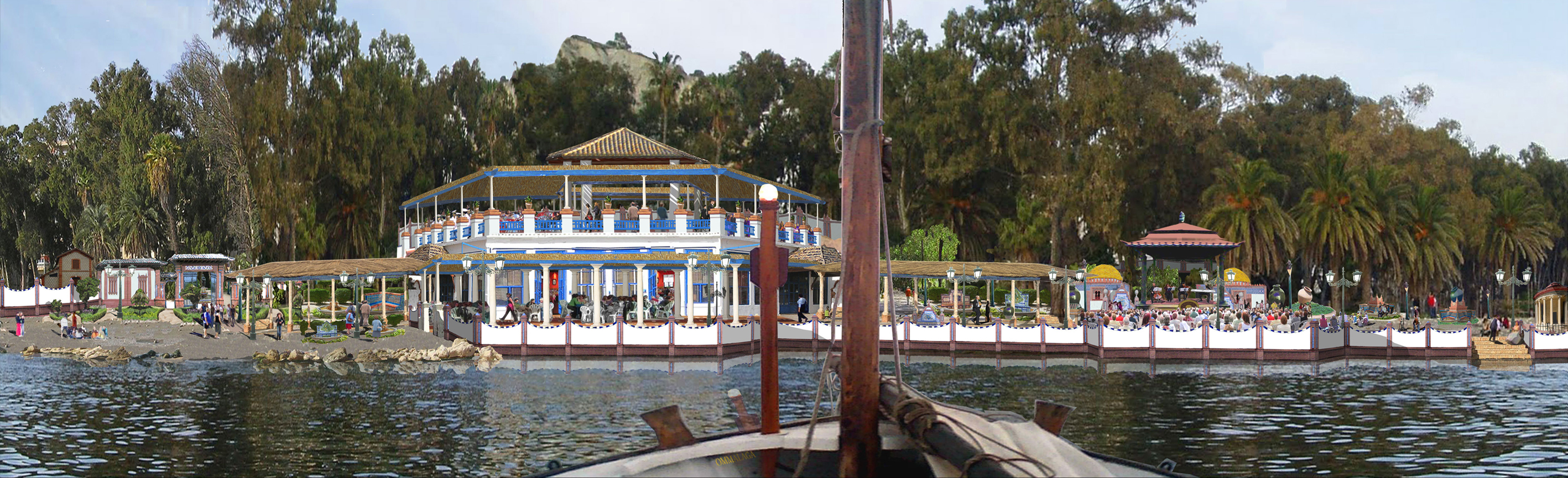
Reconstrucción digital del balneario del Carmen.

El proyecto definitivo, anunciado en junio de 2010, que incluye la regeneración del litoral y un parque, proyecta la ampliación de la playa actual y la creación de otra junto a Pedregalejo. Contempla que se rehabilite el antiguo balneario. Y es responsabilidad del Ministerio de Medio Ambiente y la Demarcación de Costas.
Posteriormente, a principios de 2013, se anuncia a los medios que el proyecto público anterior es inviable por falta de fondos, y la única opción válida para la recuperación y mantenimiento de dicho enclave pasa por la iniciativa privada o, lo que es lo mismo, por la construcción de un hotel y un aparcamiento que “rentabilice” la defensa de un patrimonio que, aparentemente, seguirá siendo público. 
Curiosamente, el resto del plan es muy parecido a lo que ha demandado la ciudadanía durante estos años y ha sido rechazado repetidas veces en las instancias oficiales por diversos motivos "insuperables", bien topográficos, bien urbanísticos. Diversos organismos, entre otros el colegio de Arquitectos, ante un impacto tan contundente en una joya patrimonial tan delicada, ha vuelto a solicitar un concurso de ideas y un tiempo prudencial de reflexión antes de emprender una construcción tan arriesgada (prevista para septiembre de 2013)

## Curiosidades
Cerca estaba situado, entre los años 20 y 30, el estadio en el que jugaba como local los partidos los equipos predecesores del actual Málaga Club de Fútbol, como el Real Málaga, el FC Malagueño o el CD Malacitano (este último cambió de nombre a CD Málaga en el partido en el que se inauguró oficialmente La Rosaleda, en 1941, que se produjo de manera prematura debido a que un temporal había inundado el campo de los Baños del Carmen).
Los Baños del Carmen, dan nombre al disco del cantautor cacereño afincado en Málaga Jesús Vandalia, de 2011.
El restaurante que se encuentra ahora mismo allí situado cuenta con una amplia variedad de comida y algunos fines de semana por la tarde pueden disfrutar de un "grupito flamenco" que va a actuar al mismo tiempo que oyen el dulce sonido del mar.

## Transporte
En autobús el balneario está conectado con otros puntos de la ciudad mediante las siguientes líneas de la EMT: 
| Línea | Trayecto                                   | Recorrido | Frecuencia    |
| ----- | ------------------------------------------ | --------- | ------------- |
| 3     | Puerta Blanca - El Palo                    | Recorrido | 8 minutos     |
| 8     | Hospital Clínico - El Palo                 |           | 12 minutos    |
| 11    | Universidad - El Palo                      |           | 8 minutos     |
| 33    | Alameda Principal - Cerrado de Calderón    | Recorrido | 25-35 minutos |
| 34    | Alameda Principal - Pedregalejo (La Mosca) | Recorrido | 30-35 minutos |
| N1    | Puerta Blanca - El Palo                    | Recorrido | 25 minutos    |

En autobús interurbano está conectado con otros puntos del Área de Málaga mediante las siguientes líneas adscritas al Consorcio de Transporte Metropolitano del Área de Málaga:
| Línea | Trayecto                    | Recorrido y Horarios | Plano |
| ----- | --------------------------- | -------------------- | ----- |
| M-161 | Málaga-Totalán              | Paradas y Horarios   | Plano |
| M-162 | Málaga-Olías                | Paradas y Horarios   | Plano |
| M-261 | Málaga-Benagalbón-Moclinejo | aradas y Horarios    | Plano |
| M-262 | Málaga-Benagalbón-Almáchar  | aradas y Horarios    | Plano |
| M-360 | Málaga-Olías-Comares        | Paradas y Horarios   | Plano |